# Тюльганский поссовет
Тюльганский поссовет — сельское поселение в Тюльганском районе Оренбургской области Российской Федерации.
Административный центр — посёлок Тюльган.

## История
Статус и границы сельского поселения установлены Законом Оренбургской области от 2 сентября 2004 года № 1424/211-III-ОЗ «О наделении муниципальных образований Оренбургской области статусом муниципального района, городского округа, городского поселения, установлении и изменении границ муниципальных образований».

## Население
| 2010  | 2012  | 2013  | 2014  | 2015  | 2016  | 2017  |
| ----- | ----- | ----- | ----- | ----- | ----- | ----- |
| 8959  | ↘8769 | ↘8657 | ↗9227 | ↗9270 | ↘9220 | ↘9189 |
| 2018  | 2019  | 2020  | 2021  |       |       |       |
| ↘9167 | ↘9145 | ↘9099 | ↗9902 |       |       |       |

## Состав сельского поселения
| № | Населённый пункт | Тип населённого пункта          | Население |
| - | ---------------- | ------------------------------- | --------- |
| 1 | Нововасильевка   | село                            | 554       |
| 2 | Новониколаевка   | село                            | 104       |
| 3 | Тюльган          | посёлок, административный центр | ↗9297     |